# Васильева, Марина Александровна
Мари́на Алекса́ндровна Васи́льева (род. 25 июля 1939, Ленинград) — советская артистка балета, советский и российский педагог, Заслуженный деятель искусств Российской Федерации (2000).

## Биография
По окончании Ленинградского хореографического училища (педагоги Вера Костровицкая, Надежда Базарова) в 1957 году была принята в балетную труппу Ленинградского театра оперы и балета им. Кирова.
Танцевала сольные партии в балетах:
- «Лебединое озеро» П. И. Чайковский, балетмейстеры Мариус Петипа, Лев Иванов — Pas de trois, танец маленьких лебедей
- «Дон Кихот» Л. Минкуса — Амур, вариация в IV акте
- «Спящая красавица» П. И. Чайковского — Фея Беззаботности (Канарейка), Фея Бриллиантов, Красная Шапочка
- «Баядерка» Л. Минкуса — трио теней
- «Корсар» А. Адана — трио одалисок
- «Карнавал» Р. Шумана — Бабочка
- «Раймонда» А. Глазунова — вариации, Grand pas
- «Бахчисарайский фонтан» Б. Асафьева — танец с колокольчиками
- «Каменный цветок» С. Прокофьева — Самоцветы
- «Легенда о любви» А. Меликова — Золото
- «Сотворение мира» А. Петрова — Ангелы
- «Левша» Б. Александрова — Блоха
- «Садко» — Золотая рыбка

## Преподавательская деятельность
С 1977 года преподаёт классический танец в Ленинградском хореографическом училище (с 1991 года — Академия русского балета имени А. Я. Вагановой). За время педагогической деятельности подготовила почти два десятка выпусков артисток балета. Среди её выпускниц — Юлия Махалина (выпуск 1985 года), Наталья Фёдорова (выпуск 1985 года), Эльвира Хабибуллина (выпуск 1991 года), Яна Селина и Яна Серебрякова (обе — выпуск 1997 года), Виктория Терёшкина (выпуск 2001 года), Олеся Новикова и Евгения Образцова (обе — выпуск 2002 года). В средних классах у Марины Васильевой учились Анна Плисецкая и Александра Колтун (выпуск Людмилы Морковиной, 1989).

Декан исполнительского факультета Академии. В связи с началом конкурса «Гран-при Михайловского театра» сказала: 
Мекка классического балета — это Петербург. Нам надо удержаться на этой высоте. Академия объединяет и общеобразовательную школу, и музыкальную школу, и, естественно, специальные предметы. Вот этот синтез, он и даёт становление настоящего артиста балета.

## Награды и премии
- 2000 — Заслуженный деятель искусств Российской Федерации
- 2009 — лауреат премии «Надежда России» в номинации «Лучшие преподаватели»[3]